# Харківський державний театральний інститут
Харківський державний театральний інститут — вища школа для підготовки працівників театру (1939—1963).

## Історія
Утворений 1939 року на базі театральної школи, яка своєю чергою постала з базі Музично-драматичного інституту, що існував з 1923 року. За війни Харківський державний театральний інститут працював у Саратові як український відділ московського ГІТІС («Государственный Институт Театрального Искусства»). Повернений до Харкова 1943, спершу діяв як філія Київського Інституту Театрального Мистецтва, а з 1945 усамостійнився.
До 1934 Інститут працював за системою Л. Курбаса, який там викладав разом зі своїми учнями (В. Василько, Г. Ігнатович, Б. Тягно, М. Верхацький, Л. Гаккебуш та ін.).
Найдовше з інститутом у всіх його перетвореннях працював І. Мар'яненко (1925—1934; 1934—1941 і 1944—1961), згодом М. Крушельницький (1944&— 61), в 1961-63 — Д. Власюк. 1963 року Харківський державний театральний інститут вдруге ліквідовано як самостійну установу і створено на його базі 2 факультети (акторський і режисерський у новоорганізованому Харківському державному інституті мистецтв імені І.  Котляревського.

## Серед випускників
- Климчук Елеонора Гаврилівна
- Леснікова Олександра Петрівна
- Бойко Лариса Терентіївна
- Сердюк Лесь Олександрович